# Îles Tyssen
 (signalé en août 2025).
Si vous disposez d'ouvrages ou d'articles de référence ou si vous connaissez des sites web de qualité traitant du thème abordé ici, merci de compléter l'article en donnant les références utiles à sa vérifiabilité et en les liant à la section « Notes et références ».
- Archive Wikiwix
- Bing
- Cairn
- DuckDuckGo
- E. Universalis
- Gallica
- Google
- G. Books
- G. News
- G. Scholar
- Persée
- Qwant
- (zh) Baidu
- (ru) Yandex
- (wd) trouver des œuvres sur Wikidata

L'îles Tyssen (en anglais, Tyssen Island; en espagnol, Isla Tyssen) sont un groupe d'îles des îles Malouines (en anglais, Falkland Islands; en espagnol, Islas Malvinas).

## Administration
Les îles sont administrées par le Royaume-Uni dans le cadre du Territoire britannique d'outre-mer des îles Falkland. Elle est revendiquée par la République argentine, qui en fait une partie du Département des îles de l'Atlantique Sud dans la province de Terre de Feu, Antarctique et îles de l'Atlantique sud.

## Description
Elles sont situées dans le détroit des Malouines, entre les îles Swan (au nord) et Grande île (au sud).
En anglais les noms des îlots sont : North Tyssen, West Tyssen, Flat Tyssen, Peat Tyssen et Sandy Island.
Le territoire des îles Tyssen est très plat et couverte de prairies. Le point culminant de l'île est à 6 mètres au-dessus du niveau de la mer.